# 格式 (法律史)
格式是律令法体系中为补充律令而编制、颁布的法律。 格是修改或补充律令的法令（子法），式是执行律令的详细规定。

## 概述
律令法体系由律・令・格・式组成。基本法律法规是“律”（相当于刑法）和“令”（相当于行政法和民法），为了保持穩定性，律、令很少修改，而是在必要时以格进行修改或补充，并通过式制定详细的执行规定。 历史上最早的格式据说是东魏在541年颁布的《麟趾格》和544年颁布的《中興永式》 。

### 中日的差异
“格”和“式”都是律令的附属法典，用以弥补其不足，在中国这四者实际上是同时制定、施行的，但在日本操作方法有所不同，最初在日本只颁布律令，在律令颁布之后一段时间以詔勅、太政官符的形式补充。而日本在《养老律令》之后，没有制定新的律令，因此颁布大量单行法，以适应历史发展，补充律令，其中一部分甚至否定律令，例如《墾田永年私財法》打破律令规范的公地公民制，这些单行法以“格”的形式颁布，但日本的“格”和“式”一直没有形成法典。日本也曾尝试编纂一套新的的律令 ，例如桓武天皇也整理了《大宝令》之后颁布的大量单一法律，试图通过收集现行有效的法律来编写新的律令，修改《养老律令》，编成刪定律令・刪定令格，但最终对政治、社会产生动荡而放弃了。
事实上直到嵯峨天皇弘仁年间，日本律令法体系才发展为“四者 (律・令・格・式)相須，足以垂範”的地步 。另外，在中国设立新的格式时，旧的格式要废除，但在日本，并没有废除旧的格式，而是合并使用。《延喜式》制定时虽然规定废除既有的《弘仁式》和《贞观式》，但由于《延喜格》没有相关规定，导致三代“格”并存，如果不完全研究三代格式，就无法获得必要的法律信息。據信，《類聚三代格》的编写就是为了消除这种不便。
因此，虽然格式只规定了律令执行的详细规则，但从平安时代中期开始，日本政府虽然宣称依据律令法运作，但实际上是一个以格式为运作基础的政府。格式虽然是律令的补充法，但也具有为了应对新的社会状况变迁而制定的积极性。